# Portsmouth F. C. 7 - 4 Reading F. C.
El partido de la Premier League 2007-08 entre Portsmouth y Reading estableció un récord como el partido con mayor cantidad de goles en la historia de la Premier League. El partido se jugó en Fratton Park en Portsmouth el 29 de septiembre de 2007. Se marcaron once goles en el partido, dejando un marcador final de 7-4 a favor del Portsmouth. Esto incluyó seis goles durante los últimos veinte minutos del partido, incluidos dos de ellos marcados en el tiempo de descuento.

## El partido

### Resumen
Con nueve goleadores diferentes, incluido un gol en propia meta para cada equipo, el partido también comparte el récord de mayor número de goleadores en un partido de la Premier League, siendo este récord compartido con la victoria del Arsenal por 5-4 ante el Tottenham Hotspur en la Premier League 2004-05.

### Ficha del partido
| 29 de septiembre de 2007, 15:00 WEST | Portsmouth                                                                              | 7:4 (2:1) | Reading                                             | Fratton Park, Portsmouth                                |                                                         |
|                                      | - Benjani 6' 37' 70' · Hreiðarsson 55' · Kranjčar 75' · Ingimarsson 81' · Muntari 90+2' | Reporte   | - 45' Hunt · 48' Kitson · 79' Long · 90+4' Campbell | Asistencia: 20 102 espectadores Árbitro(s): Mark Halsey | Asistencia: 20 102 espectadores Árbitro(s): Mark Halsey |

| 1     | POR   | David James         |     |
| 5     | DEF   | Glen Johnson        |     |
| 23    | DEF   | Sol Campbell        |     |
| 15    | DEF   | Sylvain Distin      |     |
| 7     | DEF   | Hermann Hreiðarsson |     |
| 28    | MED   | Sean Davis          |     |
| 8     | MED   | Papa Bouba Diop     |     |
| 11    | MED   | Sulley Muntari      |     |
| 19    | MED   | Niko Kranjčar       |     |
| 17    | MED   | John Utaka          |     |
| 25    | DEL   | Benjani Mwaruwari   | 79' |
| D. T. | D. T. | Harry Redknapp      |     |

| 1     | POR   | Marcus Hahnemann   |     |
| 2     | DEF   | Graeme Murty       | 76' |
| 29    | DEF   | Michael Duberry    |     |
| 28    | DEF   | Ívar Ingimarsson   |     |
| 3     | DEF   | Nicky Shorey       |     |
| 19    | DEF   | Liam Rosenior      |     |
| 6     | MED   | Brynjar Gunnarsson | 76' |
| 15    | MED   | James Harper       |     |
| 10    | MED   | Stephen Hunt       |     |
| 9     | DEL   | Kevin Doyle        |     |
| 12    | DEL   | Dave Kitson        |     |
| D. T. | D. T. | Steve Coppell      |     |

| 10 | DEL | David Nugent | 80' |

| 20 | MED | Emerse Faé | 76' |
| 24 | DEL | Shane Long | 76' |

| 6' · 37' · 55' · 70' · 75' · 81' (a.g.) · 90+2' (pen.) | Benjani Hreiðarsson Benjani Kranjčar Ingimarsson Muntari | 1:0 2:0 3:2 4:2 5:2 6:3 7:3 |

| 45' · 48' · 79' · 90+4' | Hunt Kitson Long Campbell | 2:1 2:2 5:3 7:4 |

| 70' | Taylor |

| 90+3' | Duberry |

| Principal | Mark Halsey |

|  |                    |       |       |
|  | Tiros              | 23    | 12    |
|  | Tiros a puerta     | 11    | 6     |
|  | Faltas             | 6     | 8     |
|  | Saques de esquina  | 8     | 4     |
|  | Penaltis           | 1     | 1     |
|  | Fueras de juego    | 3     | 0     |
|  | Posesión del balón | 60.9% | 39.1% |

| 1     | POR   | David James         |     |
| 5     | DEF   | Glen Johnson        |     |
| 23    | DEF   | Sol Campbell        |     |
| 15    | DEF   | Sylvain Distin      |     |
| 7     | DEF   | Hermann Hreiðarsson |     |
| 28    | MED   | Sean Davis          |     |
| 8     | MED   | Papa Bouba Diop     |     |
| 11    | MED   | Sulley Muntari      |     |
| 19    | MED   | Niko Kranjčar       |     |
| 17    | MED   | John Utaka          |     |
| 25    | DEL   | Benjani Mwaruwari   | 79' |
| D. T. | D. T. | Harry Redknapp      |     |

| 1     | POR   | Marcus Hahnemann   |     |
| 2     | DEF   | Graeme Murty       | 76' |
| 29    | DEF   | Michael Duberry    |     |
| 28    | DEF   | Ívar Ingimarsson   |     |
| 3     | DEF   | Nicky Shorey       |     |
| 19    | DEF   | Liam Rosenior      |     |
| 6     | MED   | Brynjar Gunnarsson | 76' |
| 15    | MED   | James Harper       |     |
| 10    | MED   | Stephen Hunt       |     |
| 9     | DEL   | Kevin Doyle        |     |
| 12    | DEL   | Dave Kitson        |     |
| D. T. | D. T. | Steve Coppell      |     |

| 10 | DEL | David Nugent | 80' |

| 20 | MED | Emerse Faé | 76' |
| 24 | DEL | Shane Long | 76' |

| 6' · 37' · 55' · 70' · 75' · 81' (a.g.) · 90+2' (pen.) | Benjani Hreiðarsson Benjani Kranjčar Ingimarsson Muntari | 1:0 2:0 3:2 4:2 5:2 6:3 7:3 |

| 45' · 48' · 79' · 90+4' | Hunt Kitson Long Campbell | 2:1 2:2 5:3 7:4 |

| 70' | Taylor |

| 90+3' | Duberry |

| Principal | Mark Halsey |

|  |                    |       |       |
|  | Tiros              | 23    | 12    |
|  | Tiros a puerta     | 11    | 6     |
|  | Faltas             | 6     | 8     |
|  | Saques de esquina  | 8     | 4     |
|  | Penaltis           | 1     | 1     |
|  | Fueras de juego    | 3     | 0     |
|  | Posesión del balón | 60.9% | 39.1% |

| 1     | POR   | David James         |     |
| 5     | DEF   | Glen Johnson        |     |
| 23    | DEF   | Sol Campbell        |     |
| 15    | DEF   | Sylvain Distin      |     |
| 7     | DEF   | Hermann Hreiðarsson |     |
| 28    | MED   | Sean Davis          |     |
| 8     | MED   | Papa Bouba Diop     |     |
| 11    | MED   | Sulley Muntari      |     |
| 19    | MED   | Niko Kranjčar       |     |
| 17    | MED   | John Utaka          |     |
| 25    | DEL   | Benjani Mwaruwari   | 79' |
| D. T. | D. T. | Harry Redknapp      |     |

| 1     | POR   | Marcus Hahnemann   |     |
| 2     | DEF   | Graeme Murty       | 76' |
| 29    | DEF   | Michael Duberry    |     |
| 28    | DEF   | Ívar Ingimarsson   |     |
| 3     | DEF   | Nicky Shorey       |     |
| 19    | DEF   | Liam Rosenior      |     |
| 6     | MED   | Brynjar Gunnarsson | 76' |
| 15    | MED   | James Harper       |     |
| 10    | MED   | Stephen Hunt       |     |
| 9     | DEL   | Kevin Doyle        |     |
| 12    | DEL   | Dave Kitson        |     |
| D. T. | D. T. | Steve Coppell      |     |

| 10 | DEL | David Nugent | 80' |

| 20 | MED | Emerse Faé | 76' |
| 24 | DEL | Shane Long | 76' |

| 6' · 37' · 55' · 70' · 75' · 81' (a.g.) · 90+2' (pen.) | Benjani Hreiðarsson Benjani Kranjčar Ingimarsson Muntari | 1:0 2:0 3:2 4:2 5:2 6:3 7:3 |

| 45' · 48' · 79' · 90+4' | Hunt Kitson Long Campbell | 2:1 2:2 5:3 7:4 |

| 70' | Taylor |

| 90+3' | Duberry |

| Principal | Mark Halsey |

|  |                    |       |       |
|  | Tiros              | 23    | 12    |
|  | Tiros a puerta     | 11    | 6     |
|  | Faltas             | 6     | 8     |
|  | Saques de esquina  | 8     | 4     |
|  | Penaltis           | 1     | 1     |
|  | Fueras de juego    | 3     | 0     |
|  | Posesión del balón | 60.9% | 39.1% |

| 1     | POR   | David James         |     |
| 5     | DEF   | Glen Johnson        |     |
| 23    | DEF   | Sol Campbell        |     |
| 15    | DEF   | Sylvain Distin      |     |
| 7     | DEF   | Hermann Hreiðarsson |     |
| 28    | MED   | Sean Davis          |     |
| 8     | MED   | Papa Bouba Diop     |     |
| 11    | MED   | Sulley Muntari      |     |
| 19    | MED   | Niko Kranjčar       |     |
| 17    | MED   | John Utaka          |     |
| 25    | DEL   | Benjani Mwaruwari   | 79' |
| D. T. | D. T. | Harry Redknapp      |     |

| 1     | POR   | Marcus Hahnemann   |     |
| 2     | DEF   | Graeme Murty       | 76' |
| 29    | DEF   | Michael Duberry    |     |
| 28    | DEF   | Ívar Ingimarsson   |     |
| 3     | DEF   | Nicky Shorey       |     |
| 19    | DEF   | Liam Rosenior      |     |
| 6     | MED   | Brynjar Gunnarsson | 76' |
| 15    | MED   | James Harper       |     |
| 10    | MED   | Stephen Hunt       |     |
| 9     | DEL   | Kevin Doyle        |     |
| 12    | DEL   | Dave Kitson        |     |
| D. T. | D. T. | Steve Coppell      |     |

| 10 | DEL | David Nugent | 80' |

| 20 | MED | Emerse Faé | 76' |
| 24 | DEL | Shane Long | 76' |

| 6' · 37' · 55' · 70' · 75' · 81' (a.g.) · 90+2' (pen.) | Benjani Hreiðarsson Benjani Kranjčar Ingimarsson Muntari | 1:0 2:0 3:2 4:2 5:2 6:3 7:3 |

| 45' · 48' · 79' · 90+4' | Hunt Kitson Long Campbell | 2:1 2:2 5:3 7:4 |

| 70' | Taylor |

| 90+3' | Duberry |

| Principal | Mark Halsey |

|  |                    |       |       |
|  | Tiros              | 23    | 12    |
|  | Tiros a puerta     | 11    | 6     |
|  | Faltas             | 6     | 8     |
|  | Saques de esquina  | 8     | 4     |
|  | Penaltis           | 1     | 1     |
|  | Fueras de juego    | 3     | 0     |
|  | Posesión del balón | 60.9% | 39.1% |

## Repercusiones
La primera mitad fue probablemente nuestros mejores 45 minutos en esta temporada, pero llegar al descanso después de haber concedido un gol en el último minuto de la mitad les permitió regresar al partido... La gente dice que solo jugamos con un delantero, pero hoy se demostró que en realidad son tres y que nadie se merece un hat-trick más que Benjani.
Joe Jordan, entrenador del Portsmouth.

Es difícil analizar un partido como este y si lo intentas estarás allí por mucho tiempo... marcamos cuatro goles fuera de casa y tuvimos la oportunidad de anotar otro de penalti. Jugamos un papel importante en el partido. No creo que muchos equipos vengan aquí esta temporada y marquen cuatro
Steve Coppell, entrenador del Reading.